# Georgisches Gebirgsrind
Das Georgische Gebirgsrind ist eine Landrinderrasse aus Georgien.

## Zuchtgeschichte
Das Georgische Gebirgsrind ist eine Untergruppe des Georgischen Hochgebirgsrindes; seine genaue Herkunft ist nicht bekannt.

## Charakteristika
Die Farbe ist meistens schwarz, schwarzweiß oder kann rotweiß sein.
Das Georgische Gebirgsrind ist klein, die Konstitution ist zierlich und es besitzt einen kompakten Körperbau.
Der Kopf ist leicht und der Hals dünn und kurz, die Brust tief und der Rücken gerade.
Der Euter des Georgischen Gebirgsrindes ist klein und drüsig.
Seine Haut ist dünn und elastisch.
Es ist dank seines Körperbaus perfekt an das raue Kaukasus-Klima und Hochgebirgsweiden angepasst.
Das Rind zeichnet sich durch Krankheitsresistenz aus.
Das Georgische Gebirgsrind liefert zwischen 120 und 200 kg Milch mit 4 bis 5 % Fett während der zweimonatigen Säugeperiode, nur in Mutterkuhhaltung.
Die Fleischqualität ist unbefriedigend.
Das Gewicht beträgt für Kühe 220 bis 280 kg, Stiere haben ein größeres Gewicht mit 270 bis 370 kg.
Bei adäquater Fütterung gibt es eine hohe Leistungszunahme für Milch und für Fleisch.

## Vorkommen
1980 betrug die Anzahl der Georgischen Gebirgsrinder 80.000 Tiere. Sie kommen in 15 Rajons im Westen und Osten Georgiens vor.